# おらほビール
オラホビール(OH!LA!HO BEER)は、長野県東御市にある株式会社信州東御市振興公社が製造・販売している地ビールのブランド名である。1996年に誕生した。国際ビール大賞などの様々な大会で入賞している。「オラホ」（OH!LA!HO）とは、この地方の方言で「わたし達」や「私たちの地域」といった意味である。醸造所は湯楽里館に隣接している。

## 概要
キャプテンクロウ エクストラペールエール、ゴールデンエール「黄金色」（苦味タイプ）、アンバーエール「赤銅色」（芳醇タイプ）、ケルシュ「淡色」（ドライタイプ）、ペールエール、ビエール・ド・雷電、雷電カンヌキIPAがある。季節限定でヴァイツェン（夏期）、ポーター（冬期）や巨峰（東御市特産）、ブルーベリーなどの果実発泡酒の醸造も行っている。

## 受賞歴
- 国際ビール大賞（インターナショナル・ビアカップ）
  - 1999年大会 銅賞 ペールエール
  - 2000年大会 金賞 アンバーエール 銀賞 ゴールデンエール
  - 2001年大会 金賞 ゴールデンエール 銀賞 アンバーエール
  - 2002年大会 金賞 ゴールデンエール 銀賞 アンバーエール 銅賞 ペールエール
  - 2003年大会 銅賞 ゴールデンエール 銅賞 アンバーエール
  - 2004年大会 銀賞 アンバーエール 銅賞 ゴールデンエール
  - 2005年大会 金賞 アンバーエール 銀賞 ゴールデンエール
  - 2006年大会 金賞 ゴールデンエール 金賞 アンバーエール
  - 2007年大会 金賞 ゴールデンエール 銀賞 アンバーエール

- ジャパン・ビア・グランプリ
  - 2000年大会 金賞 ケルシュ 金賞 アンバーエール 銀賞 ゴールデンエール

- ジャパン・アジア・ビアカップ（ジャパン・ビア・カップ）
  - 2000年大会 銅賞 アンバーエール
  - 2002年大会 銀賞 アンバーエール 銅賞 ゴールデンエール
  - 2003年大会 銀賞 ゴールデンエール
  - 2004年大会 銅賞 ゴールデンエール 銅賞 東御エール
  - 2005年大会 銀賞 アンバーエール 銅賞 ゴールデンエール
  - 2006年大会 銀賞 ゴールデンエール
  - 2007年大会 銀賞 ゴールデンエール

- ワールド・ビア・アワーズ
  - 2015年大会 JAPAN Best & ASIA Best　キャプテンクロウ・エクストラペールエール　Pale Beer Bitter 4%-5%部門

## 所在地
- 長野県東御市和3875番地

（アグリヴィレッジとうみ内、日帰り温泉施設「湯楽里館」・「レストランオラホ」併設）

## 交通
- 上信越自動車道東部湯の丸ICから浅間サンライン（長野県道79号小諸上田線）を上田方面へ湯楽里館入口信号を右折
- しなの鉄道 田中駅または大屋駅からタクシー